# Francisque

Eine Darstellung der Francisque mit Spruchband.

Eine detaillierte Darstellung ohne Spruchband: „Die Francisque – Insigne des Marschalls von Frankreich, Chef des französischen Staates“.

Die Francisque (französisch für die als Franziska bezeichnete Streitaxt der Franken), auch Francisque gallique (gallische Franziska), war die Insigne des Marschalls von Frankreich Philippe Pétain (1856–1951) als Staatschef des État Français (Französischer Staat), des von 1940 bis 1944 bestehenden autoritären und antidemokratischen Vichy-Regimes, welches im Zweiten Weltkrieg durch den Westfeldzug entstand und mit dem nationalsozialistischen Deutschland kollaborierte. Als Symbol der fast absoluten Herrschaft Pétains, wurde die Francisque de facto auch als staatliches Emblem verwendet und findet sich auf Auszeichnungen, Münzen, Briefmarken, Dokumenten und Propagandamaterialien von Vichy-Frankreich. Häufig wird die Francisque mit einem über dem Axtstiel liegenden  Spruchband dargestellt, dass die Worte des staatlichen Wahlspruchs Travail, Famille, Patrie beinhaltet. Die Wahl der Francisque als Nationalemblem mit Bezug auf das Erbe des Fränkischen Reichs sollte auch einen Bruch mit der Französischen Republik signalisieren, welche die Tradition des Römischen Reichs betonte.

## Symbolik und Beschreibung
Die Francisque soll die vorgebliche Franziska des Gallierfürsten Vercingetorix symbolisieren. Der Axtstiel besteht aus dem blauen und mit goldenen fünfstrahligen Sternen besetzten Marschallstab eines Marschalls von Frankreich. Im Gegensatz zu einer historischen Franziska ist sie als Doppelaxt dargestellt. Die gegenüberliegenden Axtklingen sind vom Stiel ausgehend in den französischen Nationalfarben Blau-Weiß-Rot gehalten. Die Francisque ähnelt in der Gesamtdarstellung dem faschistischen Liktorenbündel, welches in einigen Darstellungen auch mit Doppelaxt dargestellt wird.

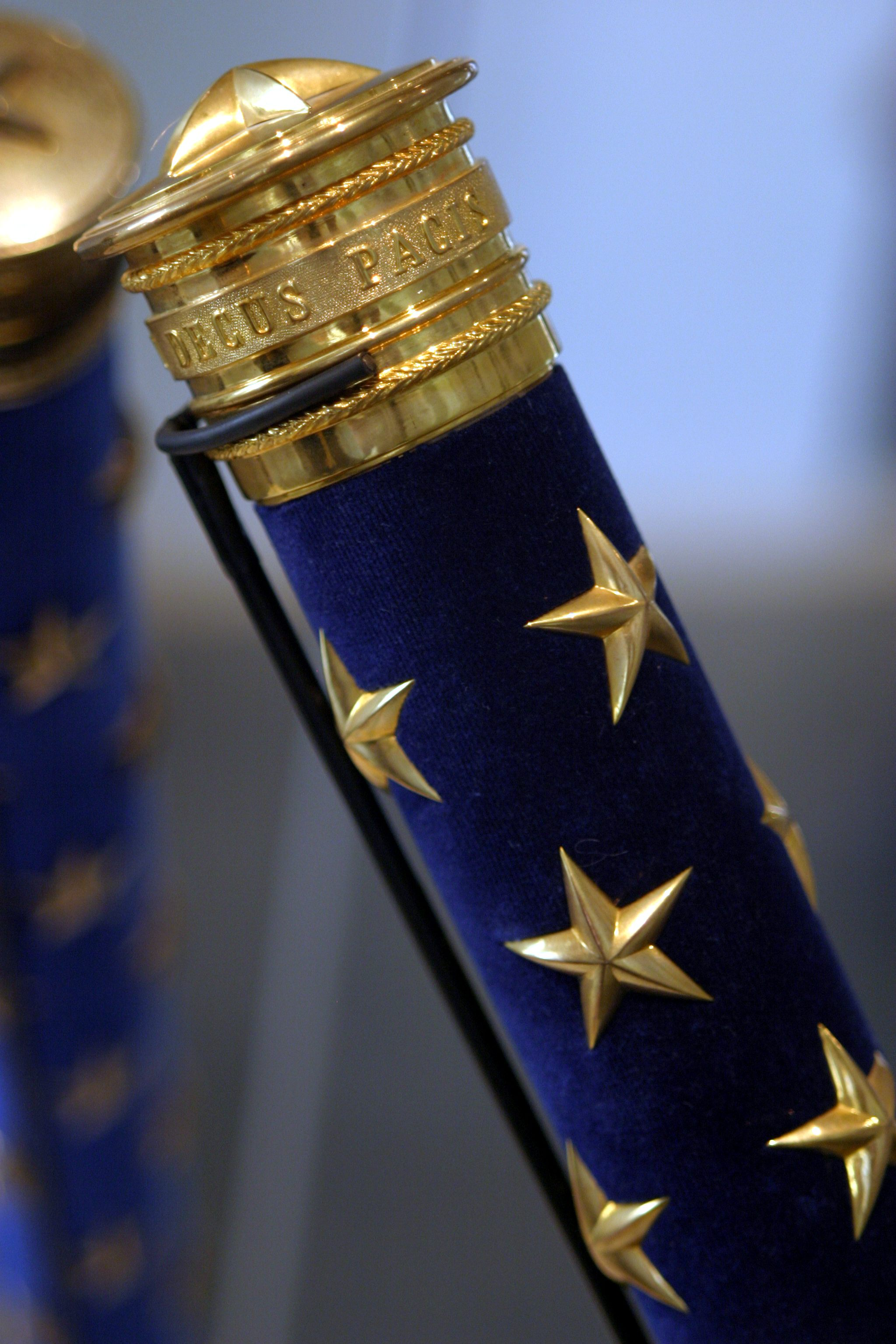
Vorlage des Axtstiels der Francisque ist der französische Marschallstab (le baton du maréchal de France) als Bezug auf Marschall Pétain.

## Standarte

Standarte von Pétain als Staatschef

Die Standarte des Staatschefs zeigt die Francisque in der Mitte der Flagge Frankreichs. Sie wird von sieben darunterliegenden fünfstrahligen Sternen in Gold begleitet, die für die Auszeichnung als Marschall stehen, da dieser sieben Sterne auf den unteren Ärmeln des Uniformrocks, bzw. auf den Aufschiebelaschen der Schulterklappen des Uniformhemdes, vorn am Képi und auf dem Marschallsstab trägt.

## Orden
Um seine besondere Wertschätzung und die seines Kollaborationsregimes auszudrücken, verlieh Pétain den Ordre de la francisque gallique (Orden der gallischen Franziska) als höchste staatliche Auszeichnung des État Français. Er sollte „das Symbol des Opfers und des Mutes“ sein und „an ein verwundetes Frankreich erinnern, das aus seiner Asche wiederaufersteht“.

### Ausführung

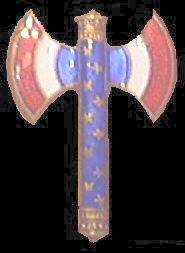
Der Ordre de la francisque gallique

Der Orden ist ein Metallabzeichen in einer Höhe von 26,5 mm und einer Breite von 19,4 mm. Er ist als farbig emaillierte Anstecknadel in Bronze oder Gold gefertigt und zeigt die Francisque ohne Beigaben.

### Stiftung
Der Orden wurde geschaffen und bestätigt mit der Verordnung vom 26. Mai 1941 zum Gesetz vom 16. Oktober 1941 und den Dekreten vom 14. März 1942 und 31. Juli 1942. Die Francisque wurde zum „Abzeichen des Maréchal, dem Oberhaupt des Französischen Staates“ erklärt.

### Bedingungen und Eid
Der Kandidat brauchte zwei Förderer und musste „unbestrittene moralische Garantien vorlegen sowie zwei Bedingungen erfüllen: Vor dem Krieg sollte der Kandidat eine nationale und soziale Politik unterstützt haben in Übereinstimmung mit den Prinzipien der nationalen Revolution und während des Krieges seine aktive Bindung an das Werk und die Person des Marschalls durch brillante militärische oder zivile Leistungen bewiesen haben“.
Durch einen Eid musste er dies bestätigen: „Ich schenke meine Person dem Marschall Pétain, so wie er die seinige Frankreich zum Geschenk gemacht hat. Ich verpflichte mich, seinen Befehlen zu folgen und seiner Person und seinem Werk treu zu dienen.“

### Verleihung und Widerruf
Die Auszeichnung wurde unmittelbar vom Staatschef im Namen des „Rats des Francisque“ vorgenommen, der sich aus 12 Mitgliedern zusammensetzte, die vom Staatschef nominiert waren und an deren Spitze der Großkanzler der Ehrenlegion stand. Sie konnte auf die gleiche Weise mit einer speziellen Autorisierungskarte widerrufen werden.

### Träger (Auswahl)
Im Jahr 1945 wurde vom französischen Obersten Gerichtshof eine Liste von 2.626 Trägern des Ordens, darunter drei Frauen, erstellt, da die Archive des Rates des Francisque gegen Ende des Krieges zerstört worden waren. Das Werk des Archivars Jérôme (s. Literatur) nennt ungefähr 2.000 Namen von Trägern, darunter:
- Die Witwe des Generals Charles Huntziger war die erste Trägerin,
- Die Brüder Lumière (1941),
- Raymond Marcellin, Generalsekretär des Instituts für Genossenschaftsstudien,
- François Mitterrand, Delegierter des nationalen Dienstes der Studenten am 16. August 1943, später Kämpfer der Résistance und für die Sozialistische Partei französischer Staatspräsident
- Der spätere General Raoul Salan, zuvor Oberstleutnant im Hauptquartier des Generalkommandanten in Dakar,
- Der Journalist Tony Burnand,
- Der Schauspieler Pierre Fresnay,
- Edmond Giscard d’Estaing, Präsident der Versicherungsgesellschaft „le Phénix“ und Vater des späteren Präsidenten Valéry Giscard d’Estaing,
- Der Radio- und Fernsehjournalist Jean Nohain,
- Der Schriftsteller Jean Ousset,
- Pierre Mauriac, Doyen der medizinischen Fakultät in Bordeaux und Bruder von François Mauriac,
- Louis II. von Monaco

## Galerie

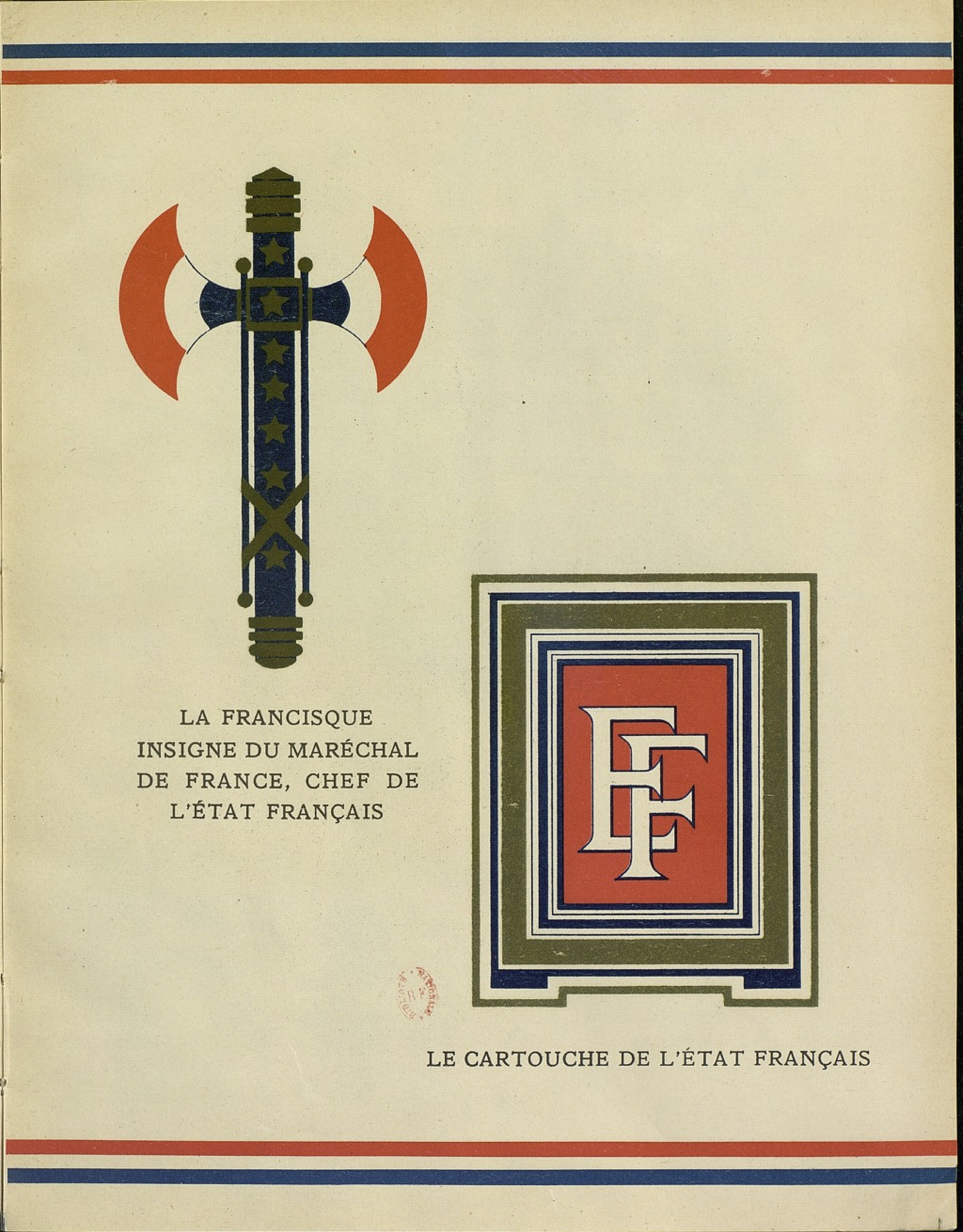
Darstellung in einer Veröffentlichung
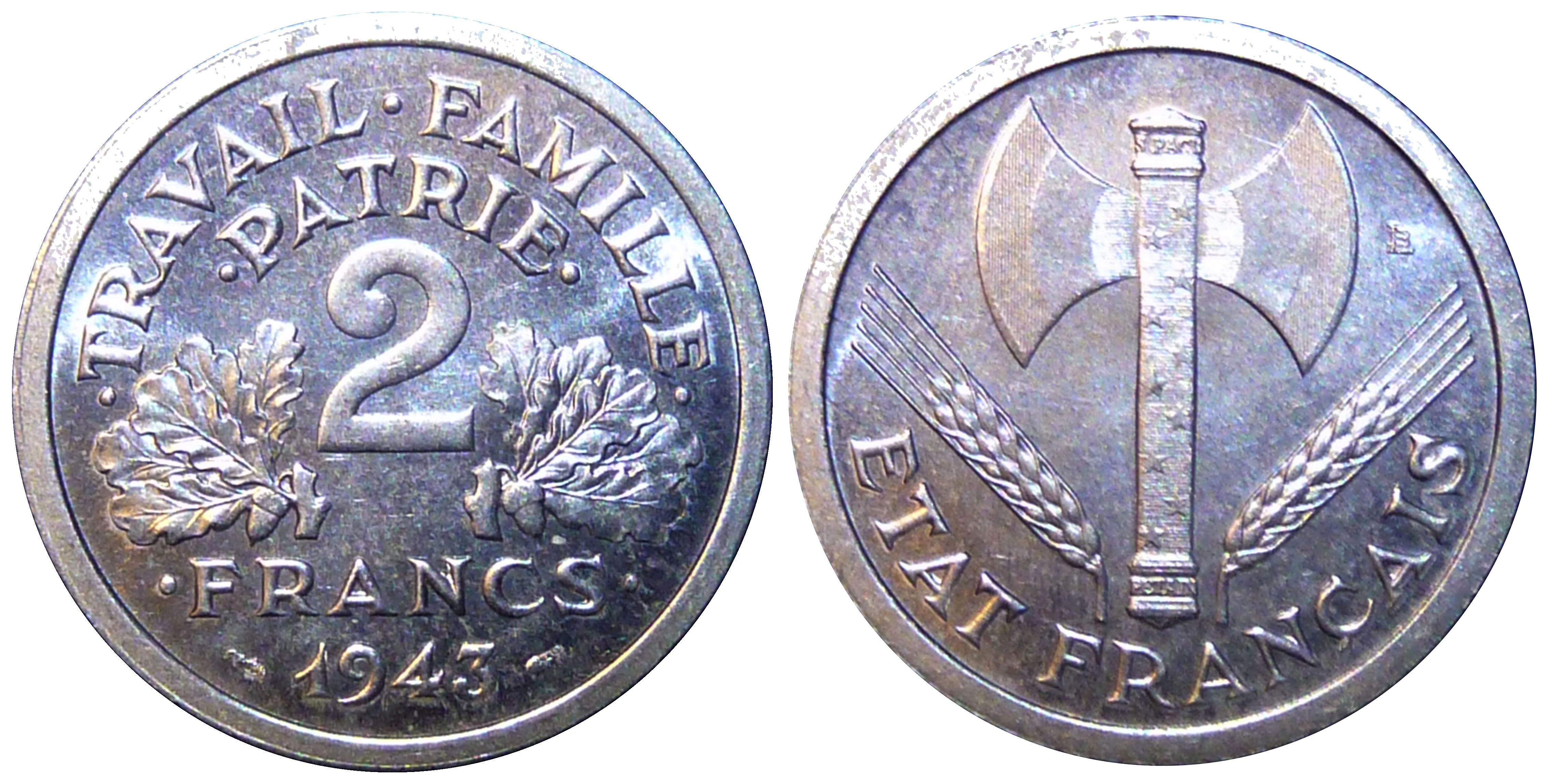
Revers und Avers einer 2 Francs-Münze (1943)
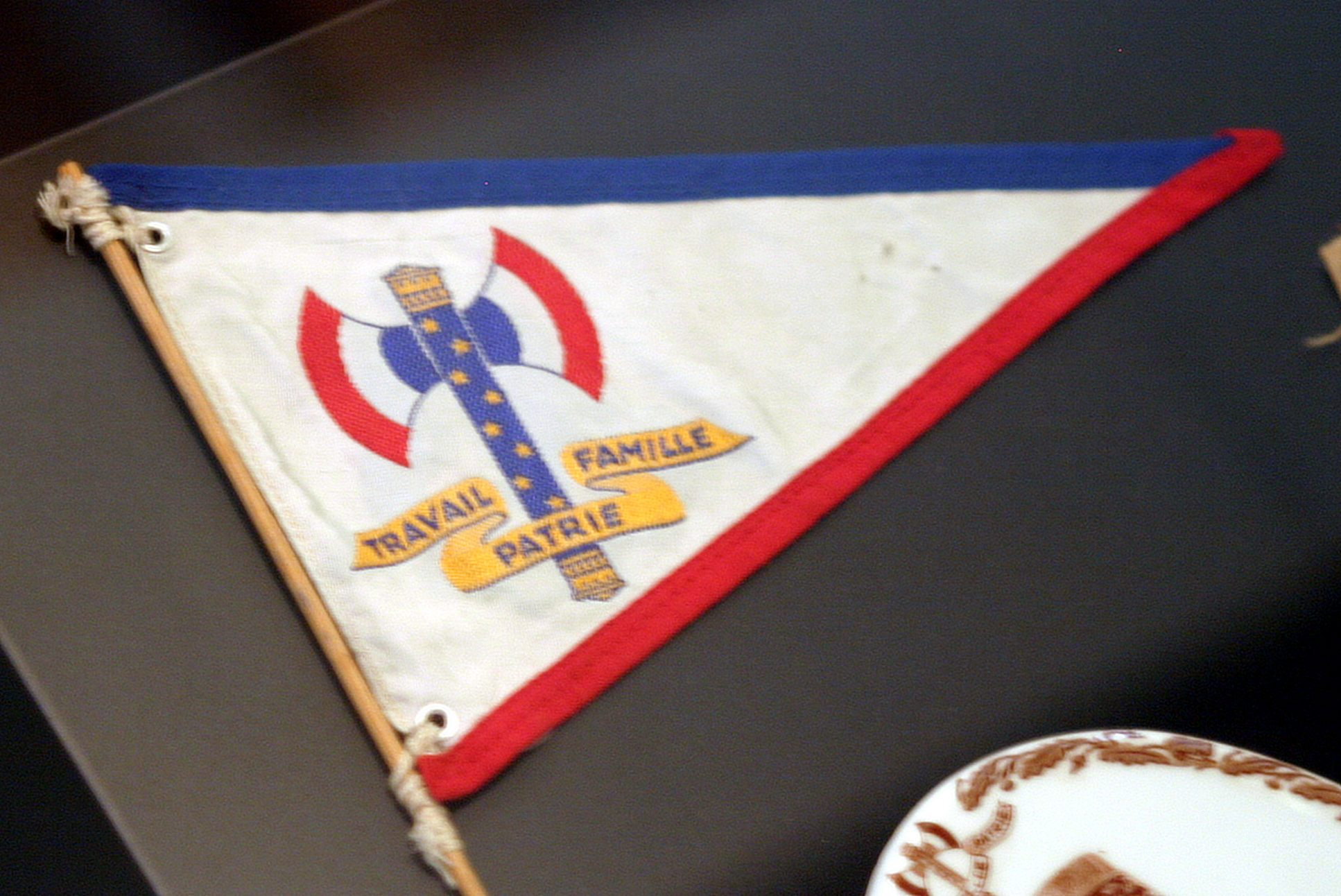
Militärischer Stander des Vichy-Regimes.
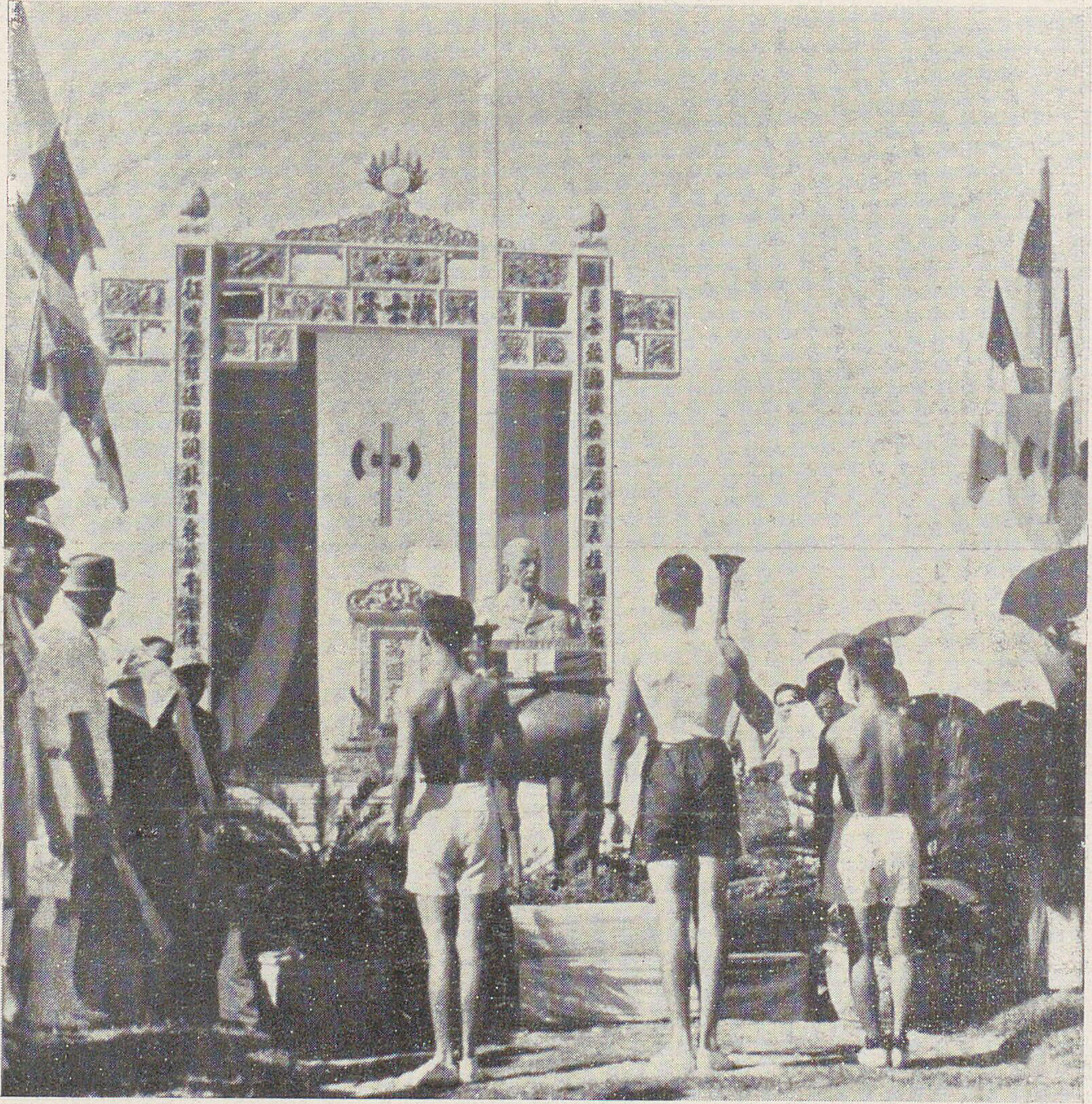
Sportveranstaltung in Französisch-Indochina vor der französischen Nationalflagge mit Francisque
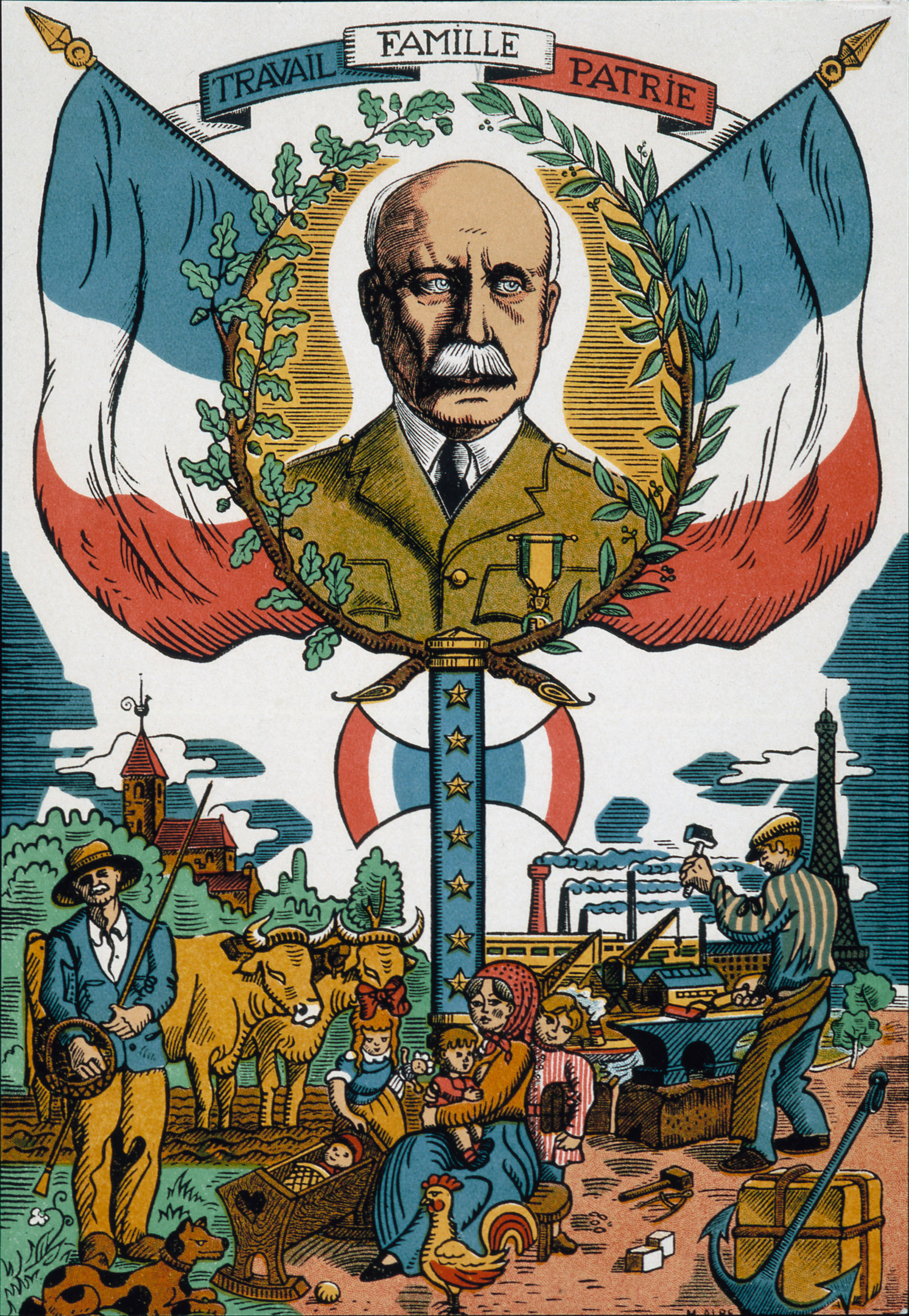
Propagandadarstellung
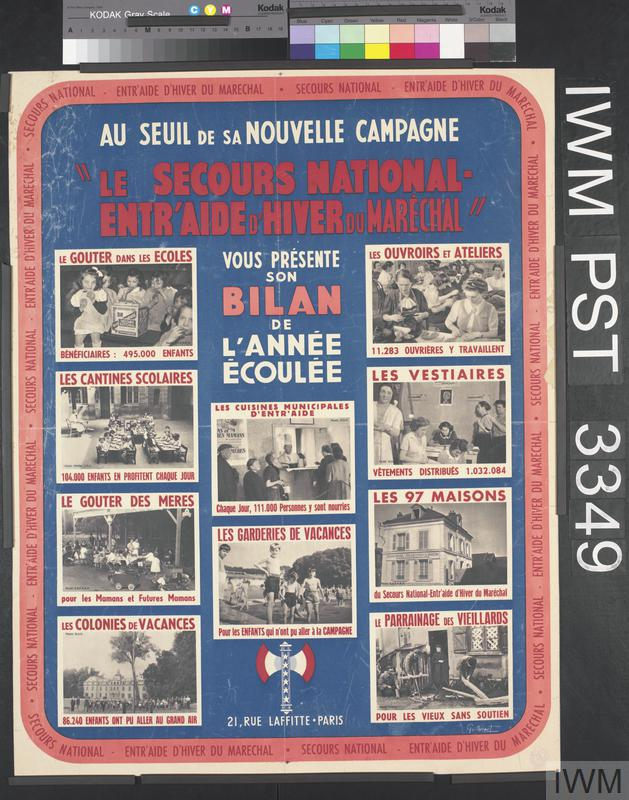
Plakat der Winterhilfe
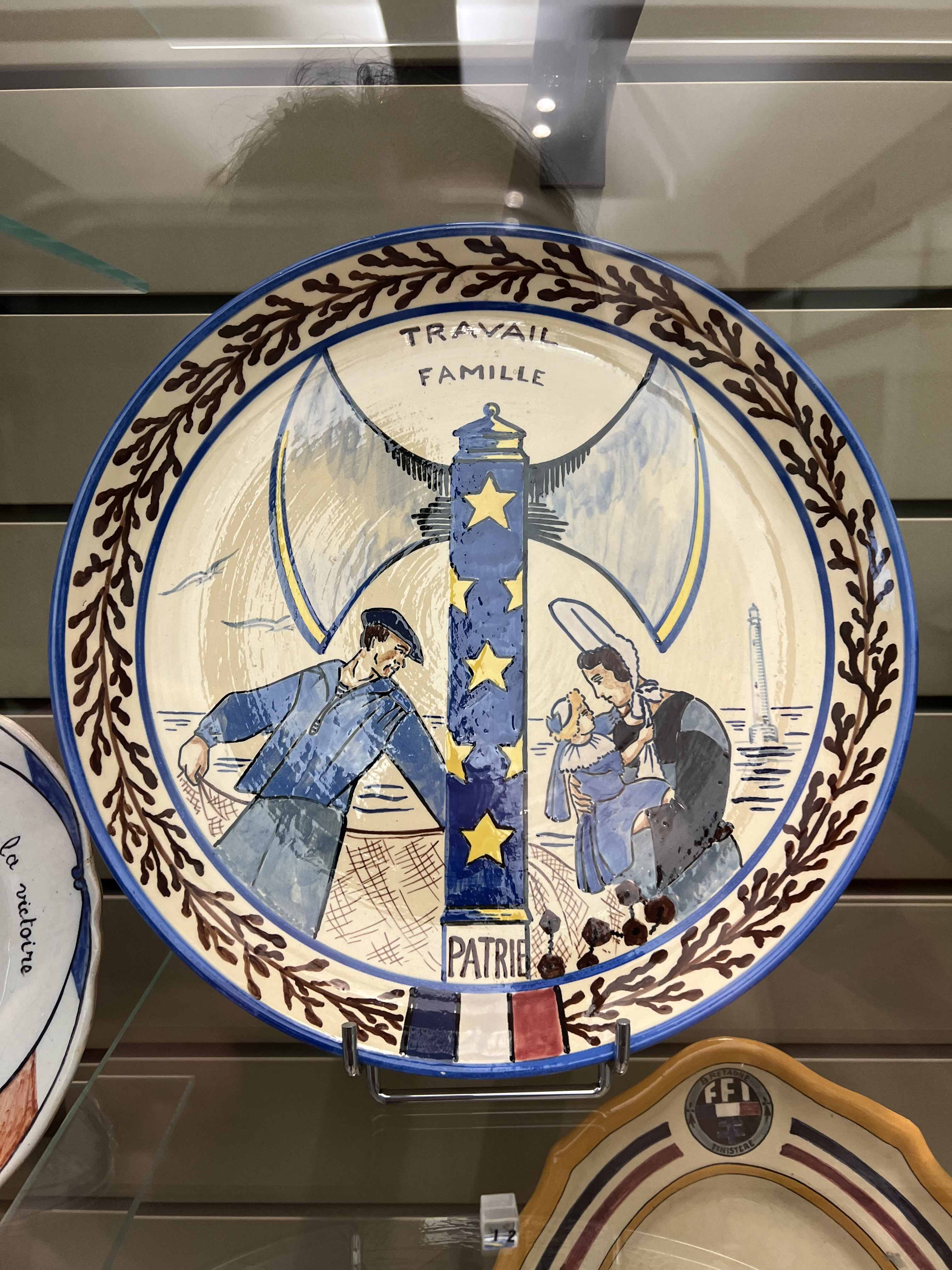
Schmuckteller